# Steven Jorens
Steven Jorens (5 de octubre de 1981) es un deportista canadiense que compitió en piragüismo en la modalidad de aguas tranquilas. Ganó dos medallas en los Juegos Panamericanos de 2011.

## Palmarés internacional
| Juegos Panamericanos | Juegos Panamericanos | Juegos Panamericanos | Juegos Panamericanos |
| Año                  | Lugar                | Medalla              | Competición          |
| -------------------- | -------------------- | -------------------- | -------------------- |
| 2011                 | Guadalajara (México) | Medalla de oro       | K2 1000 m            |
| 2011                 | Guadalajara (México) | Medalla de plata     | K4 1000 m            |